# La Bataille des héros
 (octobre 2008).
Si vous disposez d'ouvrages ou d'articles de référence ou si vous connaissez des sites web de qualité traitant du thème abordé ici, merci de compléter l'article en donnant les références utiles à sa vérifiabilité et en les liant à la section « Notes et références ».
La Bataille des héros est une bande dessinée Disney italienne (ou fumetti) parue dans les numéros 202, 203 et 204 du mensuel italien Topolino en 1959, sous le titre original Paperiade. Elle a pour auteurs Guido Martina (scénariste) et Luciano Bottaro (dessinateur). Elle a été publiée initialement en France en janvier 1982 dans Mickey Parade no 25. 
Fresque  de 83 pages, La Bataille des héros est à la fois une parodie et une adaptation fouillée de la guerre de Troie, et non pas seulement de l'Iliade. En effet, les évènements démarrent avec l'enlèvement d'Hélène de Troie/Daisy Duck et se terminent avec l'épisode du Cheval de Troie, alors que L'Iliade, c'est-à-dire le récit attribué à Homère, ne relate que la dernière des dix années qu'a duré la Guerre de Troie. Notons toutefois que le titre original Paperiade fait directement référence à Homère : Paperino (Donald en italien) + Iliade = Paperiade.
La Bataille des héros est une œuvre très élaborée, caractéristique du travail de Guido Martina. Scénariste extrêmement prolifique (on lui attribue 1200 scénarios pour des BD Disney), il alternait entre des histoires de type domestique, des aventures classiques et des adaptations d'œuvres ou de mythes célèbres, dans lesquelles Donald Duck et l'Univers des canards de Disney tiennent en général les rôles principaux. 
On peut citer comme exemple Donald au pays des nains-longs (Mickey-Parade no 25), qui n'est autre qu'une adaptation de L'Anneau du Nibelung de Richard Wagner, de son vrai titre Paperino e l'oro di Reno ovvero L'Anello dei nani lunghi. Il arrive aussi que Mickey soit en vedette de ces adaptations signées Martina, comme dans Mickey Courrier du Tsar (Mickey Parade no 21 de septembre 1981), qui s'inspire librement du Michel Strogoff de Jules Verne.

## Résumé
Balthazar Picsou convoque Gontran Bonheur, Daisy Duck, Donald et ses neveux pour leur montrer un mystérieux trésor dont il vient de faire l'acquisition. Mais Gontran arrive en avance et, par la ruse, distrait Picsou assez longtemps pour lui subtiliser ledit « trésor » et s'enfuir, avec la complicité des Rapetou. Lorsque Donald, retardé par un accident de la route, arrive enfin chez son oncle, ce dernier parle du vol de son « trésor ». Mais Donald comprend que ce trésor désigne Daisy, et croit que Gontran a enlevé cette dernière. Picou fait tout pour entretenir le quiproquo, et fait jurer à Donald de l'aider à reconquérir le "trésor". Donald accepte, malgré la désapprobation de Riri, Fifi et Loulou.
La poursuite s'engage jusqu'au port de Donaldville où nos héros rencontrent Dingo, qui leur raconte qu'un bandeau magique, découvert dans son grenier et ayant appartenu à un ancêtre, lui permet de lire l'avenir. Grâce à cette aide surnaturelle, ils apprennent que Gontran et les Rapetou sont partis sur une île appelée Rôtie. La fine équipe s'y rend donc en bateau mais une tempête détruit l'embarcation. Ils sont recueillis par le Capitaine Crochet et son équipage, qui veulent les rançonner. Cependant, grâce à l'astuce des neveux de Donald, nos héros parviennent à s'enfuir en barque, et arrivent enfin à Rôtie.
Après avoir fait la connaissance d'une tribu d'indigènes et de leur sorcier, nos héros arrivent jusqu'à la forteresse où Gontran et les Rapetou se sont réfugiés. Ils établissent leur campement près d'un cours d'eau et commencent le siège. Un duel entre Gontran et Donald est organisé, afin d'écourter la bataille. Donald perd et les canards sont sur le point de lever le camp, lorsqu'ils découvrent que Gontran avait triché (son gant était lesté d'un fer à cheval). Le siège se poursuit tandis que les neveux retournent en barque à Donaldville pour chercher des renforts. Ils reviennent bientôt avec Géo Trouvetou, mais aussi, à la surprise de Donald, avec Daisy, qui n'était donc pas prisonnière de Gontran ! Furieuse d'avoir attendu Donald pendant des heures à Donaldville, Daisy repart aussitôt avec l'avion-laboratoire de Géo, incapable dans ces conditions d'inventer quoi que ce soit.
Picsou a donc menti à Donald et doit s'expliquer sur la nature du "trésor" : un échiquier magique capable de multiplier les grains de riz (presque) à l'infini (Martina fait ici une référence directe au fameux problème de l'échiquier de SIssa). Se sentant trompé, Donald décide de partir de l'île avec la pirogue sacrée des indigènes. Furieux, le sorcier lance une malédiction, qui fait disparaître les vivres et l'eau du campement des canards. Incapable de prendre la mer avec la pirogue, Donald finit par la restituer sous la menace de Picsou, après s'être un temps retiré sous sa tente, usant de la pirogue comme d'un hamac. La malédiction est levée.
Le siège s'éternise, d'autant que Gontran et les Rapetou utilisent l'échiquier pour multiplier le riz et ainsi subsister. Un bref instant, la bataille tourne à l'avantage des Rapetou qui pourchassent Donald sur la plage. Bien mal leur en prend, car à ce moment arrive le Commissaire Finot en bateau. Ils sont arrêtés. Gontran reste seul dans la forteresse. En désespoir de cause, Donald et Dingo se déguisent en cheval et réussissent à capturer Gontran. Hélas, dans un accès de colère, Donald lui fracasse l'échiquier sur la tête. Victoire à la Pyrrhus : le "trésor" est cassé et a perdu son pouvoir. Picsou force Donald et Gontran à reconstituer l'échiquier jusqu'à ce qu'ils trouvent l'unique agencement de cases capable de multiplier les grains de riz. Les neveux estiment qu'ils en ont facilement pour 300 ans…

## Les personnages
La Bataille des héros, comme d'autres fresques de Guido Martina, propose un étonnant mélange de personnages, qui d'ordinaire ne se croisent pas. Car l'une des caractéristiques de l'univers Disney (contrairement à celui de Marvel Comics par exemple) est de cloisonner les mondes dans lesquels évoluent les héros. Ainsi, par définition, les citoyens de Donaldville ne rencontrent pas ceux de Mickeyville. Ce principe ne s'applique qu'aux bande-dessinées et qu'il en va tout autrement dans les dessins-animés. Les auteurs italiens en particulier ont parfois pris l'initiative d'organiser des crossover surprenants. Ici, les canards rencontrent Dingo, le Commissaire Finot, et même le Capitaine Crochet et Monsieur Mouche. 
On peut citer ici quelques exemples de ces cross-overs : 
Capitaine Fracas (publié initialement dans un hors-série du journal de Mickey en 1971, mais republié dans Mickey-Parade 39 de mars 1983) : cette adaptation du Capitaine Fracasse confronte Donald à des personnages issus de trois longs-métrages Disney : Blanche-Neige et les Sept Nains, le Chat de Chester (Alice au pays des merveilles) et Grand Coquin et Gédéon (Pinocchio).
Mickey et le gâteau de l'empereur (publié dans Mickey-Parade no 14 de février 1981) : dans cette aventure qui met en scène Donald, Picsou et les neveux, il faut attendre 30 pages exactement avant que Mickey et Dingo fassent leur apparition. Le scénario fait ici le choix de confronter moralement les deux univers, ce qui le rend particulièrement intéressant : Donald est présenté comme la victime d'un Picsou tyrannique, alors que Mickey est un personnage fort et digne. Mickey porte même par deux fois des jugements sévères sur Picsou : " Tu es vraiment un misérable. (...) Lorsque tu me rencontreras dans la rue, tu feras bien de changer de trottoir !" et "L'ignoble individu ! J'aurais dû imaginer qu'il ne faut rien attendre de lui". 
Dans La Bataille des héros, le récit montre aussi le personnage de Gontran Bonheur sous un jour inhabituel. Ici, non content d'être le rival de Donald, il se comporte comme un criminel cynique et sans scrupule, s'associant avec des malfaiteurs pour voler son oncle. Martina se réapproprie le personnage à cette occasion, pour servir le propos de son adaptation, mais il ne faut pas voir là un portrait fiable de Gontran, rarement du mauvais côté de la barrière. Par définition, le personnage est d'habitude neutre.

## Analyse de l'adaptation
Avec La Bataille des héros, Guido Martina aborde le principe de l'adaptation en se situant à mi-chemin entre les deux grandes tendances du genre : la transposition fidèle et le délire déviant. On peut citer un exemple de chaque tendance :
Dans Mickey Courrier du Tsar, cité plus haut, l'histoire est préservée dans ses grandes lignes, et il s'agit d'un récit historique, en ce sens où l'action se situe à la bonne époque et où les protagonistes sont rebaptisés : Mickey devient Michel Mickeyoff, Pat Hibulaire devient Pat Hibul Khan, Minnie Mouse s'appelle Minnieva etc. Quant aux lieux, ils portent des noms réels : Sibérie, Mongolie, Irkoutsk... L'histoire reprend les grandes lignes du roman d'origine, et se contente de parodier ses scènes clés : lorsque l'on aveugle Michel Mickeyoff à la flamme, il est sauvé parce que ses yeux sont humides d'avoir pleuré de rire (à cause d'une histoire drôle de Dingo/Dingoïev), tandis que le vrai Strogoff avait pleuré de voir sa mère souffrante. 
À l'inverse de ce traitement très classique, Donald et l'île au trésor (Mickey-Parade no 34 d'octobre 1982) s'éloigne radicalement de l'œuvre de Robert Louis Stevenson et surtout elle intègre l'adaptation dans le monde habituel des canards. Ainsi, nos héros gardent leurs vrais noms, et se retrouvent dans le récit par un biais tangible : un fantôme projette Donald et ses neveux dans le passé, pour leur prouver que les pirates ont vraiment existé. Si l'histoire garde quelques incontournables (un trésor, des pirates, une île déserte), c'est le délire qui prévaut et qui nous entraîne dans des rebondissements sans rapport avec l'œuvre. Dans ce genre d'adaptation, les personnages font d'ailleurs directement référence à l'histoire qu'ils sont en train de vivre (les neveux sont ici fans de romans de piraterie). 
Il existe une dernière tendance, assez rare : la simple référence à une œuvre, dans la mesure où l'histoire ne fait qu'en conserver le principe de départ. Exemple : Il joue, il joue… Picsou ! (Mickey-Parade no 14 de février 1981), où Balthazar Picsou est entraîné dans l'enfer du jeu par Crésus Flairsou qui s'inspire consciemment du roman Le Joueur de Fiodor Dostoïevski.
En apparence, La Bataille des héros s'inscrit dans la lignée des adaptations distanciées et délirantes : l'univers reste celui traditionnel des canards à Donaldville, leurs personnalités ne changent pas (sauf pour Gontran, voir plus haut), et les neveux de Donald font très tôt remarquer que les évènements ressemblent à La Guerre de Troie. De plus, beaucoup de péripéties semblent sans rapport avec la légende : les pirates du Capitaine Crochet, les indigènes de l'île, le vol de la pirogue, l'échiquier multiplicateur de grains de riz… Enfin, certaines parodies sont si appuyées (Donald et Dingo dans le faux cheval) que la référence paraît se limiter à un clin d'œil aux lecteurs. 
Pourtant, en filigrane, Guido Martina réussit un vrai tour de force : respecter La Guerre de Troie dans la plupart de ses actes importants et même dans certains détails très poussés, tout en détournant l'attention du lecteur par des écarts très voyants. Certains indices disséminés çà et là dans la BD nous indiquent d'emblée que l'aventure se veut épique et dramatique. La première page, tout d'abord, où un texte emphatique nous annonce que Donald et sa bande vont revivre l'épopée des grecs. Ensuite, des intertitres encadrés dans des phylactères en forme de parchemins, chapitrent l'aventure. Ci-dessous, ces intertitres vont nous permettre de comparer point par point La Bataille des Héros et La Guerre de Troie.
L'Enlèvement
Le point de départ est une entorse énorme à La Guerre de Troie, puisque Hélène/Daisy n'est pas enlevée. Mais avec ironie, alors qu'il vient de nier l'argument-même du mythe, Martina poursuit tout de même l'épopée, Donald croyant à cet enlèvement. Dès ce premier chapitre, les rôles principaux sont distribués : Picsou figure Agamemnon, le chef des Grecs, et il partage avec lui un certain sens de la duplicité ; Daisy est une Hélène de Troie qui ne se fait pas enlever ; Gontran est un vrai-faux Pâris, réputé avoir enlevé Hélène ; Donald incarne le personnage de Ménélas, époux d'Hélène qui part reprendre sa femme des mains de Pâris. La comparaison est une fois encore dite expressément par les neveux, ce à quoi Donald répond : "Je ne m'appelle pas Ménélas, mais j'ai l'âme chevaleresque."
Le serment
Comme dans le mythe, les canards lèvent une flotte pour poursuivre Pâris, mais elle se limite à un seul bateau. Un nouveau personnage important fait son apparition : Dingo, capable de voir "le passé, le présent et l'avenir", exactement comme Calchas, devin grec qui fit partie de l'expédition de Ménélas. Dingo révèle que Gontran est parti se réfugier sur l'île de Rôtie, anagramme de Troie. Vers la fin du chapitre, un orage se lève et renverse l'embarcation des canards. Or, cette intempérie survient brusquement, juste après que Picsou a agressé les pêcheurs. Peut-être faut-il y voir une punition divine, équivalente de celle qui empêche la flotte de Ménélas de quitter le port, faute de vent. Le chapitre suivant confirme cette lecture…
La prophétie
Le Capitaine Crochet n'évoque pas directement de personnage issu de La Guerre de Troie, mais on peut être tenté de l'assimiler à Télèphe, roi de Tégée en Arcadie, qui après avoir combattu les grecs (qu'une erreur de navigation avait conduits sur ses terres) leur expliqua le chemin vers Troie. Plus loin dans ce chapitre, Martina parodie avec brio l'un des évènements les plus dramatiques du mythe : à cause de la colère des dieux, le vent est tombé, ce qui immobilise complètement l'expédition. Dingo/Calchas prédit alors que le vent ne soufflera à nouveau que si Picsou/Agamemnon jette à la mer ce qui lui est le plus cher. Dans le mythe, Agamemnon doit sacrifier sa propre fille, Iphigénie. Chez Martina, la tragédie tourne à la farce : Picsou se hâte de déclarer son affection à Donald, car il entend bien le jeter à l'eau. Mais Riri, Fifi et Loulou lui rappellent que la prophétie parle en réalité de son argent, ce qui rend Picsou fou furieux. 
Le stratagème
Les canards et Dingo débarquent sur la plage de Rôtie, où ils rencontrent des indigènes a priori sans rapport avec La Guerre de Troie. Mais on verra plus loin qu'ils permettent à Guido Martina de respecter la dimension surnaturelle du récit sans recourir au religieux. En fin de chapitre, la mise en place stratégique de la bataille à venir - le campement des assiégeants, la forteresse des assiégés - respecte celle du mythe.
La bataille va s'engager / La tension monte
Dans ces deux chapitres courts, Guido Martina retrace un des épisodes les plus marquants de la Guerre de Troie : le duel opposant Ménélas à Pâris, et visant à abréger un conflit qui s'annonce long et meurtrier. Donald et Gontran se livrent à un combat de boxe, et Gontran gagne en trichant, ce qui renvoie à la lâcheté de Pâris dans le mythe : se voyant perdant, il s'enfuit avec l'aide d'Aphrodite. Il faut noter que Donald prévoyait lui aussi de tricher, puisqu'il avait caché une pierre dans sa main. Une attitude qui contraste avec l'intégrité et le courage de Ménélas...
Le siège commence / La malédiction du sorcier
Dans ce passage de La Bataille des héros, Martina fait jouer un deuxième rôle à Donald, celui du demi-dieu Achille. Dans le mythe, Agamemnon doit rendre sa prisonnière Chriséis sous la pression d'Apollon et pour compenser, accapare une autre captive, Briséis, qui était devenue la compagne d'Achille. Ce dernier, frustré, se retire sous sa tente en refusant désormais de combattre. Guido Martina raconte lui aussi une histoire de substitution grâce au mot "trésor", interprété différemment par Donald et Picsou (voir résumé ci-dessus). Donald croit libérer son "trésor", à savoir Daisy, alors qu'il s'agit du "trésor" de Picsou, l'échiquier magique. Comme dans le mythe, Donald voit la quête de Picsou substituée à la sienne, tout comme la femme d'Achille devient celle d'Agamemnon. Lorsqu'il s'en rend compte, Donald refuse d'affronter Gontran. Il préfère, comme son illustre modèle, bouder dans sa hutte. Mais Guido Martina va encore plus loin en racontant à l'envers le contexte de cette querelle entre Agammenon et Achille. En effet, c'est en répandant une épidémie de peste sur le camp grec qu'Apollon obtient d'Agamemnon qu'il restitue sa captive. Dans La Bataille des héros, la malédiction intervient après que Donald a décidé de ne plus se battre. Voulant quitter Rôtie, il vole la pirogue sacrée des indigènes, et un sorcier frappe le camp des canards de famine et de soif. Cette malédiction contraint Donald à restituer la pirogue : d'une certaine manière, Donald endosse ici les enjeux d'Agamemnon, à la place de Picsou. Ce double-chapitre de la bande-dessinée apparaît comme une prouesse narrative, car elle préserve l'esprit et les problématiques du mythe sans en respecter ni la lettre, ni l'ordre.
L'assaut de la forteresse
Ici, Martina reprend une scène importante de La Guerre de Troie, mais en inverse l'issue. À l'origine, les Troyens pourchassent les grecs jusque sur la plage, et aperçoivent des bateaux au loin, signifiant que leurs adversaires ont fui. Mais ce n'est qu'une ruse, qui en annonce une autre, celle du Cheval de Troie. Dans la BD, Gontran et les Rapetou repoussent également Donald et sa bande à la mer, et voient une flottille. Mais celle-ci, au lieu d'emmener les canards loin de Rôtie, amène le Commissaire Finot et ses policiers, qui embarquent les Rapetou.
La stratégie du Cheval de Rôtie
L'issue de l'aventure est similaire au mythe : Dingo/Calchas prophétise qu'un cheval pourra renverser Troie. Donald et Dingo se déguisent donc en cheval, tout comme les grecs se dissimulent dans une idole de bois en forme d'équidé. À cette occasion, Donald endosse un troisième et dernier rôle, celui d'Ulysse, car c'est ce dernier qui, dans La Guerre de Troie, exécute la stratégie du cheval. Martina en profite pour livrer un ultime gag : affamé, Gontran tire aussitôt sur le cheval pour le manger, truffant de plomb le derrière de Donald. La conclusion, bien que sans rapport direct avec L'Iliade, évoque l'Odyssée, récit d'Homère retraçant le très long périple de retour d'Ulysse chez les siens. En effet, les neveux prévoient qu'il faudra bien 300 ans à Donald et Gontran pour rentrer chez eux, étant confrontés à la tâche impossible de reconstituer l'échiquier de Picsou…
On le voit, La Bataille des héros peut tout à fait s'apprécier sans avoir besoin de connaître La Guerre de Troie, ni même de deviner une connexion entre les deux œuvres. C'est là la supériorité de cette BD sur d'autres adaptations, y compris de Guido Martina, qui jouent avant tout la carte de la référence à l'œuvre. L'auteur préfère ici réserver la comparaison avec Homère à un second degré de lecture, qui enrichit considérablement l'histoire, au lieu de la réduire à une simple parodie.